# والبر کوستا
والبر کوستا (به پرتغالی: Válber da Silva Costa) مهاجم اهل برزیل است که در شهر لویی نهم و در تاریخ ۶ دسامبر ۱۹۷۱ به دنیا آمده‌است.
والبر کوستا در تیم‌های فوتبال Mogi Mirim، کورینتیانس، Yokohama Flügels، پالمیراس، باشگاه ورزشی اینترناسیونال، واسکو دوگاما، Yokohama Flügels، Goiás، Ponte Preta، باشگاه فوتبال یوکوهاما مارینوس، Atlético Paranaense، Mogi Mirim، سانتاکروز، Mogi Mirim سابقهٔ حضور دارد.